# 煙臺海軍學校
煙臺海軍學校，創立於1909年，1928年停辦，位於山東煙台，由謝葆璋創建，為中華民國海軍的訓練學校。著名的畢業生有溫樹德、歐陽格、梁序昭、薩師俊、馬步祥等人。
停辦後併入马尾海军学校。

## 歷史
因天津水師學堂毀於八國聯軍，1903年北洋水師統領薩鎮冰令謝葆璋於葉祖珪所擇地建立之山東煙台海軍練營內籌辦水師學堂招收學員，學習駕駛，成為煙台海軍學校的前身。1908年，清廷海軍事務處決定在此地設立學校，於1909年招生，首任校長為謝葆璋。民國成立後稱為煙台海軍學校。
1919年12月，吴淞海军学校因经费困难奉令停办，师生并入烟台海军学校，烟台海军学校借此将学制由3年改为5年。1920年11月，福州马尾海军学校制造专业丁班的曾万里、梁序昭等23名学员转入烟台海军学校，列为校第17届航海班。随即这23名学员中的曾万里、梁序昭、叶可钰、高如峰、叶守桢、林祥光等人也加入到烟台海军学校第16届学生郭寿生、李之龙等创建的读书会中。北洋海军部指派林赓藩为该校学监，林赓藩到任后解散了读书会，并对学生实行严格管制与惩罚。高如峰、傅润霖、叶守桢等提议罢课赴上海请愿，要求“撤换校长”、“惩办学监”、“恢复傅润霖学籍”。全班绝大部分学生于当晚登上客轮到上海后，推举叶守桢、陈赞汤、魏应麟、陈寿庄等4人为代表，分头向海军部呼吁。然而海军杜锡珪下令将全班学生一律开革。最后，由海军老前辈出面调停，陈赞汤、林祥光、程法侃等因老师力保或与校长有世谊而免遭革退，而傅润霖、叶守桢等则被开革。
1921年6月，烟台海军学校的师生连续10个月未发薪饷，时任校长佘振兴屡次向北京政府海军部请款均无结果。北京政府海军总司令部下令对李之龙以“煽动水兵闹事逮捕，交海军总司令部司法处审处”。1922年7月，郭寿生等烟台海军学校第16届学生转到南京鱼雷枪炮学校学习枪炮技术。
1928年5月，北洋政府山東軍閥張宗昌以勾結國民革命軍為由，拘捕學生林遵等八人，並勒令停辦。校中尚未畢業的兩班30名學生，轉至马尾海军学校完成學業，稱為寄閩班。